# Баклив (Тексас)
Баклив (енгл. Bacliff) насељено је место без административног статуса у америчкој савезној држави Тексас.

## Демографија
По попису из 2010. године број становника је 8.619, што је 1.657 (23,8%) становника више него 2000. године.
| Група             | 2000.         | 2010.         |
| Белци             | 4.897 (70,3%) | 4.741 (55,0%) |
| Афроамериканци    | 124 (1,8%)    | 300 (3,5%)    |
| Азијати           | 208 (3,0%)    | 243 (2,8%)    |
| Хиспаноамериканци | 1.622 (23,3%) | 3.196 (37,1%) |
| Укупно            | 6.962         | 8.619         |